# SAS: Vonatrablás a Csatorna-alagútban
A SAS: Vonatrablás a Csatorna-alagútban (eredeti cím: SAS: Red Notice) 2021-es brit akcióthriller, melyet Andy McNab SAS: Red Notice című regénye alapján Magnus Martens rendezett. A főbb szerepekben Sam Heughan, Ruby Rose, Andy Serkis, Hannah John-Kamen, Tom Hopper, Noel Clarke, Owain Yeoman, Ray Panthaki, Anne Reid és Tom Wilkinson látható.
Az Egyesült Királyságban 2021. március 12-én jelent meg a Sky Cinema forgalmazásában. Magyarországon a Netflix mutatta be szinkronizálva 2021. augusztus 27-én.

## Cselekmény
A „Fekete Hattyú”, egy családi tulajdonban lévő katonai magáncég, amelyet William Lewis amerikai állampolgár és felnőtt gyerekei, Grace és Oliver vezetnek. George Clements, az SAS parancsnoka azzal bízza meg őket, hogy segítsenek egy transznacionális gázvezetéket átjuttatni egy távoli falun, a fiktív grúziai Gveli-hágónál. Ellenállásba ütköznek, és mészárlásba kezdenek. Atrocitásaikat egy kislány titokban lefilmezi, ami miatt vörös riasztást kapnak, és humanitás elleni bűncselekményekkel vádolják meg őket. A Nemzetközi Büntetőbíróság követeli, hogy az Egyesült Királyság adja át a vádlottakat Hágának, hogy bíróság elé állítsák őket, mivel Észak-Londonban élnek. Kiderült, hogy Atwood miniszterelnök állt Clements mögött. Titokban utasította Clementset, hogy letartóztatás helyett a helyszínen ölje meg Williamst, hogy elfedje kapcsolatát.
Az SAS ügynöke, Tom Buckingham, aki ott volt a „letartóztatáson”, később egy romantikus vonatútra viszi barátnőjét, Dr. Sophie Hartot Londonból Párizsba, ahol meg akarja kérni a kezét a nagymamája hagyatéki gyűrűjével, amelyet állítólag az 1857-es indiai lázadás idején vágtak le egy maharadzsa ujjáról. Azonban a Grace Lewis vezette ellenállók eltérítik a vonatot, miközben az a Csatorna-alagútban halad, és fegyverrel fenyegetve túszul ejtik a fedélzeten tartózkodó utasokat. Buckingham megszökik a vonatról, és katonai képességeit használva megmenti az utasokat, köztük a barátnőjét, aki a vonaton lévő túszok között volt.

## Szereplők
| Szerep                | Színész           | Magyar hang        |
| --------------------- | ----------------- | ------------------ |
| Tom Buckingham        | Sam Heughan       | Czető Roland       |
| Grace Lewis           | Ruby Rose         | Gubik Petra        |
| George Clements       | Andy Serkis       | ifj. Fillár István |
| Dr. Sophie Hart       | Hannah John-Kamen | Nagy Katica        |
| Declan Smith          | Tom Hopper        | Varga Gábor        |
| Bisset őrnagy         | Noel Clarke       | Welker Gábor       |
| Oliver Lewis          | Owain Yeoman      | Hajdu Steve        |
| Zada                  | Jing Lusi         | Kanyó Kata         |
| Atwood miniszterelnök | Ray Panthaki      | Dévai Balázs       |
| Callum                | Richard McCabe    | Kapácsy Miklós     |
| Sir Charles Whiteside | Douglas Reith     | Quintus Konrád     |
| Charlotte             | Anne Reid         | Czifra Krisztina   |
| William Lewis         | Tom Wilkinson     | Ujréti László      |
| Colleen               | Sarah Winter      | Kereki Anna        |
| Olivia                | Caroline Boulton  | Garami Mónika      |
| Kenan                 | Aymen Hamdouchi   | Kisfalusi Lehel    |
| Bryce                 | Tim Fellingham    | Hám Bertalan       |
| grúz anya             | Gryllus Dorka     |                    |
| grúz lány             | Papp Emma         |                    |
| kapucnis nő           | Hőrich Nóra Lili  |                    |
| ismeretlen szerep     | Árpa Attila       |                    |

## A film készítése
2018 novemberében jelentették be, hogy Budapesten megkezdődött a film forgatása. Sam Heughan, Ruby Rose, Tom Wilkinson és Owain Yeoman csatlakoztak a filmhez.
A forgatás 2019 februárjáig tartott, London és Párizs is forgatási helyszínként szolgált. Bejelentették, hogy Andy Serkis, Hannah John-Kamen, Tom Hopper, Noel Clarke, Ray Panthaki, Jing Lusi, Douglas Reith, Richard McCabe és Anne Reid is a szereplők között lesz.

## Fogadtatás
A Rotten Tomatoes szerint a kritikusok 53%-a pozitívan értékelte a filmet 17 kritika alapján, átlagosan 5,00/10-es értékeléssel.

## Fordítás
- Ez a szócikk részben vagy egészben  a   SAS: Red Notice című angol Wikipédia-szócikk fordításán alapul.  Az eredeti cikk szerkesztőit annak laptörténete sorolja fel. Ez a jelzés csupán a megfogalmazás eredetét és a szerzői jogokat jelzi, nem szolgál a cikkben szereplő információk forrásmegjelöléseként.